# San Carlos, Balleza
San Carlos är en ort i Mexiko.   Den ligger i kommunen Balleza och delstaten Chihuahua, i den nordvästra delen av landet, 1 100 km nordväst om huvudstaden Mexico City. San Carlos ligger 2 411 meter över havet och antalet invånare är 149.
Terrängen runt San Carlos är huvudsakligen kuperad, men söderut är den bergig. Terrängen runt San Carlos sluttar västerut. Runt San Carlos är det mycket glesbefolkat, med 3 invånare per kvadratkilometer. San Carlos är det största samhället i trakten. I omgivningarna runt San Carlos växer huvudsakligen savannskog.